# Nozières (Ardèche)
Nozières é uma comuna francesa na região administrativa de Auvérnia-Ródano-Alpes, no departamento de Ardèche. Estende-se por uma área de 21,79 km². Em 2010 a comuna tinha 257 habitantes (densidade: 11,8 hab./km²).